# 보국숭록대부
보국숭록대부(輔國崇祿大夫)는 고려조와 조선조의 관직명의 정1품 하계의 관계명이다. 1392년 7월에 시행하였다.  

## 정의
조선시대 정1품 하계(下階)의 품계.

## 내용
문산계 정1품 하계의 관계명이다. 1392년(태조 1) 7월 관제를 정할 때, 문산계 정1품 하계의 관계명을 보국숭록대부라 하였다. 문산계 정1품 상계의 관계명은 고려시대의 특진보국삼중대광(特進輔國三重大匡)을 개편하여 특진보국숭록대부라 하던 것을 《경국대전》에 대광보국숭록대부라고 개칭하였다. 
1865년(고종 2) 종친계와 의빈계의 관계명을 문산계의 관계명으로 통일하였으나, 정1품만은 특별히 상·하계의 구분없이 상보국숭록대부라 하였다. 즉 종친계 정1품 상계의 관계명인 현록대부(顯祿大夫)와 의빈계 정1품 상계의 관계명인 수록대부(綏祿大夫)는 대광보국숭록대부로, 종친계 정1품 하계의 관계명인 흥록대부(興祿大夫)와 의빈계 정1품 하계의 관계명인 성록대부(成祿大夫)는 보국숭록대부로 바뀌어야 했으나 특별히 모두 상보국숭록대부라 하였다. 1894년(고종 31) 7월 갑오개혁 때는 관질(官秩)을 개정, 11등급으로 나누고 정1품을 대광보국숭록대부와 상보국숭록대부로 축소하였다. 그 결과 보국숭록대부는 대광보국숭록대부로 통합되었다.

## 참고 문헌
- 『경국대전(經國大典)』